# فنسنت ماسي
كان تشارلز فنسنت ماسي، عضو مجلس الملكة الخاص بكندا، والحائز على وسام رفقاء الشرف، ووسام كندا، ووسام القوات الكندية، وزميل الجمعية الملكية الكندية (20 فبراير 1887- 30 ديسمبر 1967) دبلوماسيًا كنديًا شغل منصب الحاكم العام لكندا، وهو الحاكم الثامن عشر منذ الاتحاد الكندي. كان ماسي أول حاكم عام لكندا وُلِد في كندا بعد الاتحاد.
وُلد ماسي في عائلة ذات نفوذ في تورنتو، وتلقى تعليمه في أونتاريو وإنجلترا، وحاز على شهادة في التاريخ وصداقة رئيس الوزراء المستقبلي ويليام ليون ماكينزي كينغ أثناء دراسته في جامعة أكسفورد. كُلِّف بالجيش في عام 1917 لما تبقى من الحرب العالمية الأولى. بدأ حياته المهنية الدبلوماسية بعد فترة وجيزة في مجلس الوزراء الكندي، فكان من المبعوثين للولايات المتحدة والمملكة المتحدة. عاد ماسي إلى كندا في عام 1946، وترأس لجنة ملكية للفنون بين عامي 1949 و1951، مما أسفر عن بدء تقرير ماسي (البعثة الملكية للتنمية الوطنية في مجال الفنون والآداب والعلوم)، ثم إنشاء المكتبة الوطنية الكندية والمجلس الكندي للفنون، وذلك من بين وكالات أخرى مانحة. عيّنه الملك جورج السادس حاكمًا عامًا في عام 1952 بناءً على توصية من رئيس الوزراء لويس سان لوران، ليحل محل الفيكونت هارولد ألكسندر كنائب للملك، وشغل هذا المنصب حتى خلفه جورج فانيه في عام 1959.
أدى ماسي اليمين الدستورية في مجلس الملك الخاص لكندا في 16 سبتمبر 1925، ومنحه ذلك لقب الشريف. اُختير ماسي فيما بعد، بصفته حاكمًا عامًا سابقًا لكندا، للحصول على اللقب التشريفي الأعلى معالي الشريف. واصل بعد ذلك عمله الخيري، وأسس كلية ماسي في جامعة تورنتو وسلسلة محاضرات ماسي قبل وفاته في 30 ديسمبر 1967.

## الحياة السياسية
وجد ماسي نفسه غير مناسب للحياة المؤسسية في عام 1925، فاستقال من رئاسة شركة والده ماسي-هاريس. عينه الحاكم العام الفيسكونت جوليان بينغ في مجلس الملكة الخاص في وقت لاحق من ذلك العام في 16 سبتمبر، وعُيِّن وزيرًا بدون حقيبة وزارية في حكومة ماكينزي كينغ. ترشّح أيضًا لمجلس العموم عن مقاطعة دورهام في انتخابات 1925 الفيدرالية، ولكنه هُزم. استقال ماسي بعد ذلك من منصبه الوزاري، ولكنه بقي ضمن الوفد الكندي إلى المؤتمر الإمبراطوري لعام 1926، حيث صيغ وعد بلفور الذي أدى في النهاية إلى تغييرات دستورية واسعة في دور الملك ونوابه في جميع أنحاء الإمبراطورية السابقة.
أصبح ماسي أول رئيس للاتحاد الليبرالي الوطني لكندا في عام 1932؛ والذي كان الحزب الليبرالي قبله عبارة عن اتحاد فضفاض وغير رسمي للكيانات الوطنية والمحلية والإقليمية بدون منظمة مركزية دائمة. عاد الليبراليون إلى مناصبهم بأغلبية في الانتخابات الفيدرالية لعام 1935، وكان ماكينزي كينغ مرة أخرى رئيسًا للوزراء. أدار ماسي الحملة الليبرالية في انتخابات عام 1935. تأرجح بينيت بشكل متطرف نحو اليسار في عامه الأخير في المنصب؛ ومرر مجموعة من مشاريع القوانين المعروفة باسم «صفقة بينيت الجديدة» التي صيغت على غرار الصفقة الجديدة في الولايات المتحدة؛ والتي سعت إلى زيادة مشاركة الدولة في الاقتصاد الكندي. سعى ماسي في انتخابات عام 1935 لتصوير ماكينزي كينغ كقائد ثابت وكفؤ وخبير يمكنه إدارة الكساد الكبير بشكل أفضل؛ وذلك للتعويض عن افتقار ماكينزي إلى الكاريزما وباعتباره متحدثًا ضعيفًا ولغموض وجهات نظره حول بعض القضايا. صاغ ماسي الشعار الانتخابي «إما استلامه الملكية أو الفوضى!»، إذ صور بينيت حينها كزعيم غريب الأطوار لا يمكن الوثوق بحكمه، على عكس ماكينزي كينغ.
كان ماسي يفضل العودة إلى السياسة، وذلك لأسباب ليس أقلها اعتقاده بأنه سيكون رئيسًا للوزراء أفضل من ماكينزي كينغ، الذي احتقر ماسي سياسته المشوشة، ولكنه قَبِل العمل الدبلوماسي كجائزة ترضية. اعتقد ماسي أن كندا كانت أمة بريطانية تقع في أمريكا الشمالية، وأن لديها أيضًا تدفق فرنسي، وأن جوهر أن تكون كنديًا هو تبني التقاليد البريطانية في المقام الأول لاستيطان أمريكا الشمالية. سعى ماسي بوعي تام، وباندفاعه بعشقه الإنجليزي، إلى إعادة قولبة سلوكياته على غرار سلوكيات «الرجل الإنجليزي» من الطبقة العليا، مما حد من جاذبيته السياسية وأدى إلى اتهامه بالغطرسة. أثار أسلوب ماسي في نقل «الوعي الهادئ بالتفوق السلس» الذي اتبعه خلال فترة وجوده في أكسفورد، إلى إزعاج العديد من الكنديين، وعلى الأخص راعيه ماكينزي كينغ، الذي قرر أن أفضل منصب له هو منصبه الحالي كمفوض سامي لبريطانيا.
دعا ماسي إلى استبعاد اليهود من الهجرة إلى كندا بينما كان اللاجئون اليهود يفرون من أوروبا. كان يعتقد أن اليهود كانوا على الأرجح شيوعيين، وأنهم يسرقون الوظائف من الكنديين المولودين في البلاد.

## مهنة دبلوماسية
تصرف الحاكم العام مركيز ويلينغدون بناءً على نصيحة ماكينزي كينغ، في 25 نوفمبر عام 1926، بتعيين ماسي كأول مبعوث كندي استثنائي ووزيرًا مفوضًا لدى الولايات المتحدة لحكومة جلالة الملك في كندا، مما جعل ماسي أول مبعوث كندي على الإطلاق بأوراق اعتماد دبلوماسية كاملة إلى عاصمة أجنبية. عاد ماسي إلى كندا في عام 1930، وذلك عندما قدّم ماكينزي كينغ اسمه لتعيينه مفوضًا ساميًا في المملكة المتحدة. هُزم الحزب الليبرالي الذي ينتمي إليه ماكينزي كينغ في الانتخابات الفيدرالية، بعد خمسة أيام من تخلي ماسي عن منصبه في واشنطن العاصمة، وأصبح ريتشارد بينيت رئيسًا للوزراء. اعترض بينيت على ماسي باعتباره ممثل الحكومة في المملكة المتحدة، واعتمد في اعتراضه بأنه لا يتمتع بالثقة السياسية لحكومة المحافظين الجديدة التي كان يحتاجها الفرد الذي يشغل هذا المنصب، وذلك لكونه عضوًا سابقًا في مجلس الوزراء الليبرالي.

## الحياة ما بعد النيابة والموت
تقاعد ماسي إلى قصر باتروود في قرية كانتون بالقرب من بورت هوب بأونتاريو عند مغادرته الأخيرة من ريدو هول كحاكم عام. كرمته الملكة بالوسام الفيكتوري الملكي من أجل خدمته في التاج، مما جعله ثاني شخص من عامة الشعب، أو ليس رئيسًا للدولة، وأول كندي، وواحد من الكنديين الوحيدين الذين حصلوا على هذا التكريم. كتبت الملكة إلى ماسي قبل نهاية فترة توليه منصب الحاكم العام: «أود أن أبعث لك بالتهنئة وخالص شكري على الطريقة التي تؤدي بها واجباتك. أعلم أنه بصفتك ممثلًا شخصيًا لي، فقد سعيت دائمًا إلى الحفاظ على العلاقة الصحيحة بين التاج وشعب كندا، وأنا ممتنة لك على هذا الأمر لأنني أعتبرها أهم وظيفة من بين العديد من واجبات هذا المنصب التي شغلته بتميز». أرادت الملكة تعيين ماسي فارسًا في فرسان الرباط، ولكن رئيس الوزراء جون ديفنبيكر نصح الملكة بعدم منحه هذا الشرف بعد التشاور مع بقية أعضاء مجلس الوزراء.
واصل ماسي عمله الخيري، وكرس وقته للإشراف على مؤسسة ماسي، ومنحها لجامعة تورنتو على وجه الخصوص. نص تبرعه بمبنى هارت هاوس لجامعة تورنتو على أن يقتصر المبنى على الرجال فقط، ولم يتغير صك هذه المنحة إلا بعد وفاته للسماح للمرأة بأن تصبح عضوًا كاملًا في عام 1972. بقي هارت هاوس مكانًا متلقيًا لاهتمام ماسي وأمواله، ولكنه وسّع أيضًا نطاق تبرعاته إلى جامعة تورونتو من خلال إنشاء كلية ماسي في عام 1963، والتي استلم تلميذه، روبرتسون ديفيز، منصب أول عميد لها. بدأت سلسلة محاضرات ماسي أيضًا في عام 1961، وصوِّرَت على أنها تركز على القضايا المعاصرة الهامة من قبل كبار المفكرين، وما تزال تُعتبر أهم سلسلة محاضرات عامة في كندا.
توفي ماسي أثناء إجازته في المملكة المتحدة في 30 ديسمبر في عام 1967. أعيد رفاته إلى كندا ونُظِّمت جنازة رسمية له في أوائل يناير 1968، وهو الأمر الذي كان معتادًا للحكام العامين السابقين. دُفِن مع زوجته في كنيسة القديس مرقس الأنجليكانية التاريخية في بورت هوب. كان دفن ماسي من بين آخر المدافن المسموح بها في المقبرة الصغيرة (على الرغم من دفن فارلي موات هناك في عام 2014).